# Rosa Morena

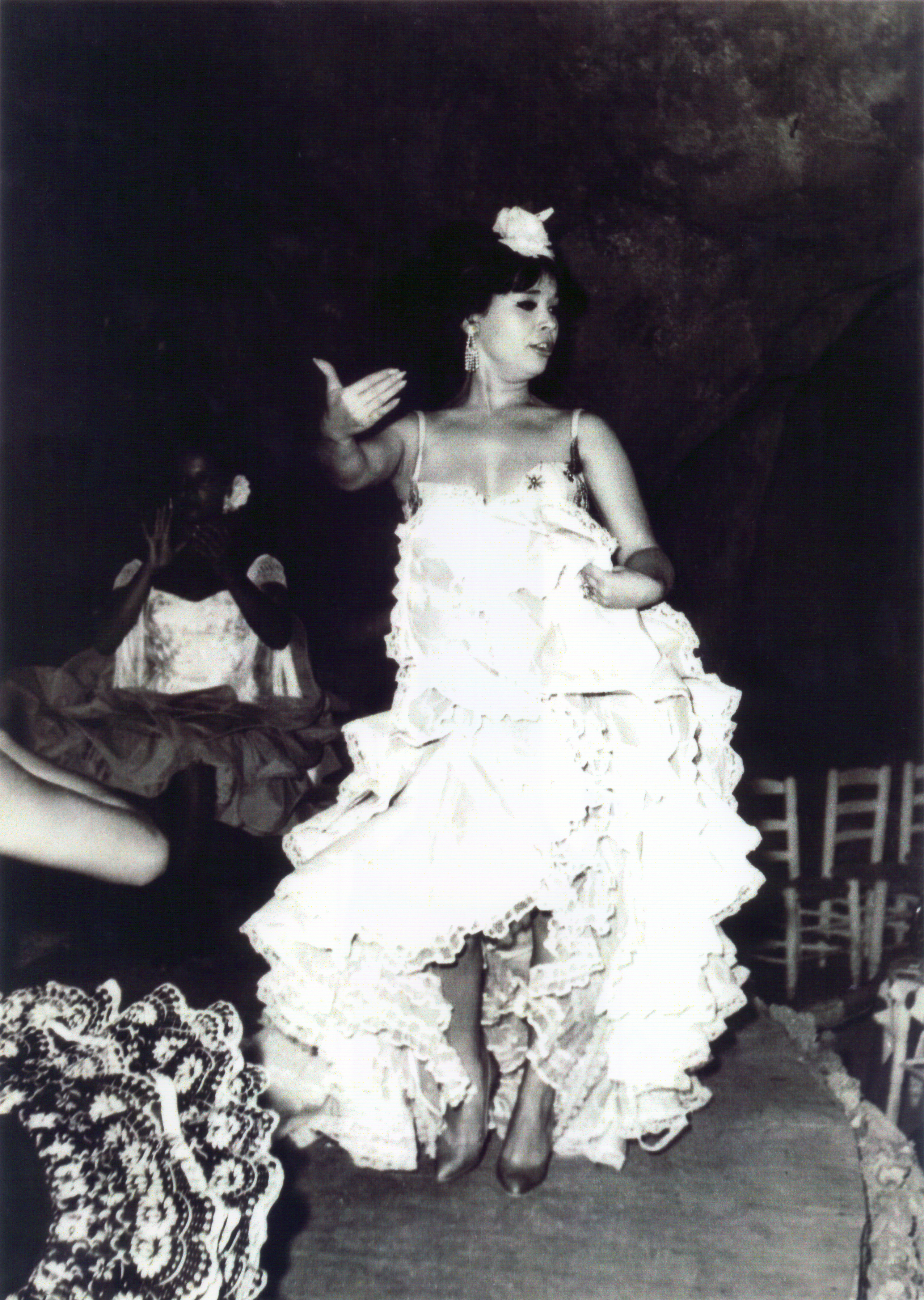
Rosa Morena im Alter von 60 Jahren

Rosa Morena (* 11. Juli 1941 in Badajoz als Manuela Otilia Pulgarín González; † 4. Dezember 2019 ebenda) war eine spanische Flamenco-Pop-Sängerin und Schauspielerin.

## Leben
Rosa Morena wurde als Tochter eines Bergmannes geboren, sie wuchs in einer großen Familie auf und hatte acht Geschwister. Im Alter von sechs Jahren trat sie zum ersten Mal in der Öffentlichkeit auf. Sie wurde durch Sendungen im Radio Extremadura bekannt. In Film und Fernsehen hatte sie auch einige Auftritte als Schauspielerin.
Ab 1965 veröffentlichte sie auch Singles, EPs und Alben.

## Filme

### Schauspielerin
- 1965: Flor salvaje
- 1966: El secreto de las esmeraldas
- 1971: Entre ríos y encinares (Kurz-Dokumentarfilm)
- 2000–2001: Cine de barrio (TV-Serie)
- 2010: ¡Qué tiempo tan feliz!

### Soundtrack
- 2002: Cuéntame
- 2007: Memòries de la tele
- 2010: 50 años de